# Lodash
Lodash是開放源碼的JavaScript函式庫，透過函式語言程式設計模式提供開發者常用的函式。

## 概覽
Lodash是基於Underscore.js的分叉，許多函式與功能好似Underscore.js。Underscore.js的創辦人是同為CoffeeScript的創辦人Jeremy Ashkenas。Underscore.js許多開發人員也對開發Lodash有所貢獻。
Lodash是目前在npm上最多JavaScript軟體使用的開源軟體套件，每週下載達三千三百萬次以上。Lodash在開源軟體的廣泛使用令此套件曾遭依賴注入漏洞攻擊。

## 範例
Lodash包括陣列的排序算法和過濾、集合的演算法、數學函式、與字符串的變更函式，共過百條函式。Lodash用的函式語言程式設計模式允許開發者同時串連多條函式，比如，同時排序和顛倒一列包括數字的陳列可用以下句法：
```
const
 
_
 
=
 
require
(
'lodash'
)

const
 
numbers
 
=
 
[
2
,
5
,
4
,
3
,
1
]

const
 
sorted_numbers
 
=
 
_
(
numbers
).
sortBy
().
reverse
().
value
();

// 結果: numbers = [5,4,3,2,1]

```